# Čírka sibiřská
Čírka sibiřská, též východosibiřská (Sibirionetta formosa), je kachnovitý pták, který žije v sibiřské části Ruska a zimuje ve východní Asii. Jedná se o zranitelný druh (VU), velikost populace se odhaduje asi na 0,5 až 0,7 milionu jedinců. Dříve byla řazena do rodu Anas, moderní taxonomie jí přiřazuje samostatný rod Sibirionetta.

## Popis
Tato kachna dorůstá délky 39 až 43 cm a mívá obvykle hmotnost mezi 360 až 520 gramy. Je o něco větší a má delší ocas než naše čírka obecná. Dospělý kačer je nezaměnitelný díky jasně zelené šíji, žlutým tvářím a krku. Na hlavě má tmavou čepičku, hruď je světle zelená s tmavými skvrnami.

## Prostředí
Čírka sibiřská je tažný druh. Žije ve Východní Sibiři, v lesnaté oblasti prostírající se od Jeniseje na východ až na Kamčatku. Na zimu odlétá do Japonska, do jihovýchodní Číny a na Korejský poloostrov. Vzácně se zatoulá i do Severní Ameriky. Je známo též několik pozorování ze západní a severní Evropy, v těchto případech se však pravděpodobně jednalo o jedince, kteří unikli z chovů.

Čírky žijí na jezerech, bažinách a řekách sibiřské tajgy a na okraji tundry. O jejich životě ve volné přírodě toho víme poměrně dost málo.

## Rozmnožování
Tito ptáci hnízdí od dubna do června. Snáší obvykle 6–9 vajec o průměrné hmotnosti 31 g, na nichž sedí samice. Délka inkubace činí 24 až 25 dní. Mláďata se osamostatňují po 45 až 55 dnech.

## Potrava
Potrava těchto čírek je převážně rostlinná a zahrnuje široké spektrum od listů vodních rostlin po semena trav rostoucích na souši. Kromě toho se živí i drobnými bezobratlými živočichy, jako jsou plži, hmyz a další živočichové.

## Chov v zoo
V České republice je čírka sibiřská chována pouze v ZOO Tábor.

## Synonyma
- čírka východosibiřská
- čírka dvouskvrnná[3]